# 호세 마우리
호세 아우구스틴 마우리(스페인어: José Agustín Mauri, 1996년 5월 16일 ~ )는 아르헨티나 프리메라 디비시온 팀 사르미엔토에서 미드필더로 뛰는 이탈리아의 축구 선수이다.
마우리는 2013년 12월 3일에 홈에서 4-1로 승리한 AS 바레세 1910과의 코파 이탈리아 경기에서 교체로 출전하며 파르마 데뷔전을 치렀다.
또한 그는 이탈리아 유소년팀 대표팀 선수이기도 하였다.